# Ярдена Аразі
Ярдена Шуламіт Аразі (івр. ירדנה שולמית ארזי; 25 вересня 1951, Північний округ, Ізраїль) — ізраїльська співачка, актриса і телеведуча. Лауреат премії «Арфа Давида».

## Біографія
Народилася 25 вересня 1951 року в кібуці Кабрі, що в Західній Галілеї, на півночі Ізраїлю. Її батько, Давид Файнбаум, активіст організації «Ецель», репатріювався до Ізраїлю з Німеччини і був одним із засновників кібуца «Бейт-ха-Арава». Службу в ізраїльській армії Ярдена проходила у складі армійського ансамблю «Лаһакат-ха-Нахаль». У 1970-х роках входила до складу тріо «Шоколад, мента, мастик».

## Початок співочої кар'єри
У Хайфі, куди переїхала з кібуца Кабрі сім'я Ярдени, коли їй було два роки, батько Ярдени, Давид Файнбаум, відкрив невеличкий магазин електротоварів. Одним з постійних покупців даного магазину став композитор Ефі Нецер, який на той момент був режисером ансамблю «Бейт-Ротшильд». Батько Ярдены попросив Нецера прослухати його дочку, як вона співає. Незабаром Ярдена стала повноправною учасницею ансамблю «Бейт-Ротшильд» і з часом навіть головною його солісткою.

## Євробачення-1988
Аразі, як співачка брала участь у внутрішньому ізраїльському конкурсі «Євробачення» (Kdam) в 1982, 1983 і 1985 роках та як співведуча в 1987 році. У 1988 році в результаті участі в ізраїльському конкурсі на Євробачення та під час Спеціальне телешоу, в якому вона представила чотири пісні для новин, її виступ був названий найкращим. Зрештою, Ярдена Аразі поїхала до Дубліна з піснею Бен Адам («Людина»), яка стала на конкурсі Євробачення-1988 сьомою. Аразі завжди була надзвичайно забобонна і консультується з астрологом з усіх питань її життя. Астролог сказав їй, що пісня, виконана 9-ю, виграє конкурс у Дубліні, Ірландія. Ізраїль в результаті жеребкування отримав 9-тий номер виступу. Тому Аразі погодився представляти Ізраїль. Однак, коли Кіпр відмовився від участі у змаганнях, позиція Ізраїлю змінилася на 8 місце. 9-та пісня справді перемогла у конкурсі. Так швейцарці тріумфували з цієї позиції.

## Цікаві факти
- Ярдена є головою ізраїльського товариства «Менса», до якого входять люди з високим рівнем IQ. У самої Ярдени коефіцієнт IQ перевищує 160 пунктів.
- Ярдена — вегетаріанка, за її власними словами, з раннього дитинства, точніше з трирічного віку. «Я не їм своїх друзів», — заявила вона, маючи на увазі представників фауни.
- Ярдена — єдина ізраїльська співачка, яка удостоїлася звання «Співачка року» 7 разів. Таке не вдалося навіть Офрі Хазі (5 разів) та Риті (4 рази).